# علي الرشيد
علي الرشيد (مواليد 16 أبريل 1993، لاعب كرة قدم إماراتي يجيد اللعب في الوسط.
لعب سابقاً مع نادي رأس الخيمة في الفئات السنية و نادي الإمارات و إنتقل إلى نادي الظفرة عام 2017 و لعب معهم موسم واحد و وقع مع نادي حتا في صيف عام 2020 .

## روابط خارجية
- علي الرشيد على موقع Soccerway.com (الإنجليزية)